# گریناپ (کنتاکی)
گریناپ (به انگلیسی: Greenup) شهری در ایالت کنتاکی کشور ایالات متحده آمریکا است که جمعیت آن در سرشماری سال ۲۰۱۰ میلادی، ۱٬۱۸۸ نفر بوده‌است.